# Partit del Treball de Catalunya
El Partit del Treball de Catalunya (PTC) va ser un partit polític comunista català d'orientació maoista.

## Orígens
El PTC va tenir els seus orígens en el grup Unitat (una escissió del PSUC), que amb altres petits grups de dissidents del Partit Comunista d'Espanya d'arreu l'estat espanyol el 1967 van constituir el Partit Comunista d'Espanya (Internacional), PCE (i).
El PCE (i) va tenir un creixement relativament important en determinats sectors del moviment obrer, per exemple a les Comissions Obreres de les més importants fàbriques del metall a Barcelona i en moviments juvenils de barris, instituts de batxillerat i formació professional i a la universitat, a través de la seva organització juvenil Jove Guàrdia Roja, i l'any 1975, després de separar-se'n els elements més radicals, va adoptar la denominació de Partit del Treball d'Espanya (PTE), amb una organització interna federal que, a Catalunya, tenia com a referent el Partit del Treball de Catalunya, que era l'organització territorial més important del PTE.

## Trajectòria
Des de ben aviat, a Catalunya, el PTC va participar activament a l'Assemblea de Catalunya; i va ser un dels impulsors, juntament amb altres forces polítiques i personalitats independents, de moviments com l'Associació Catalana de la Dona, la Unió de Pagesos o la Confederació de Sindicats Unitaris de Treballadors, i per descomptat el moviment veïnal a través de les associacions de veïns dels barris, amb destacats dirigents en tots aquests àmbits. Els seus dirigents eren Joan Anton Sànchez Carreté, Joan Serrent i Ramon Planas.
L'any 1977, davant la primera convocatòria electoral (15 de juny), el PTC era un dels pocs partits que encara no havia estat legalitzat. Tanmateix, militants poc coneguts de l'organització van legalitzar una formació política instrumental que va passar desapercebuda per a l'administració, fet que els va permetre concórrer a les eleccions. En un gest de solidaritat amb els altres partits d'esquerres que no havien aconseguit la legalització, el PTC va oferir a Esquerra Republicana de Catalunya i a Estat Català concórrer en coalició a les eleccions, proposta que va ser acceptada per aquests partits, constituint-se la coalició Esquerra de Catalunya. El PTC també va oferir a Esquerra Republicana de Catalunya el primer lloc de la llista per Barcelona. Aquesta coalició va obtenir un diputat (Heribert Barrera) amb un 4,72% dels vots (gairebé 144.000). Al senat va donar suport a la coalició progressista unitària Entesa dels Catalans.

## Darrera etapa i dissolució
L'any 1979 el PTC, que començava a veure que no aconseguia fer-se un lloc al sistema institucional de partits sorgit de la transició, es va unir amb l'Organització Revolucionària dels Treballadors adoptant el nom de Partit dels Treballadors de Catalunya per mirar d'agrupar esforcos en l'esquerra radical. En la mateixa línia, va arribar a acords electorals amb altres formacions d'aquest àmbit com el Partit Comunista d'Unificació, el Moviment Comunista de Catalunya o la Lliga Comunista Revolucionària, entre d'altres.
Tanmateix, el PTC no va aconseguir consolidar-se i en el congrés celebrat el 15 de juliol de 1980 al Pavelló Esportiu de Sant Ildefons de Cornellà es va acordar la dissolució de l'organització.
Alguns dels seus militants van ingressar posteriorment a Nacionalistes d'Esquerra i d'altres participar en el congrés d'unificació comunista ingressant en el PSUC.

## Memòria històrica
Recentment, l'any 2005, coincidint amb la celebració del 30é aniversari de la fundació del PTC, molts dels seus antics militants van fer una trobada de celebració a l'Hospitalet de Llobregat, van obrir una plana web per tal de recuperar la memòria històrica del partit i van crear l'associació Pa, Treball i Llibertat amb la mateixa finalitat.